# کفتار (فیلم ۲۰۱۱)
کفتار (انگلیسی: Hyenas (2011 film)) فیلمی در ژانر ترسناک است که در سال ۲۰۱۱ منتشر شد.